# Nationalstraße 3 (Algerien)

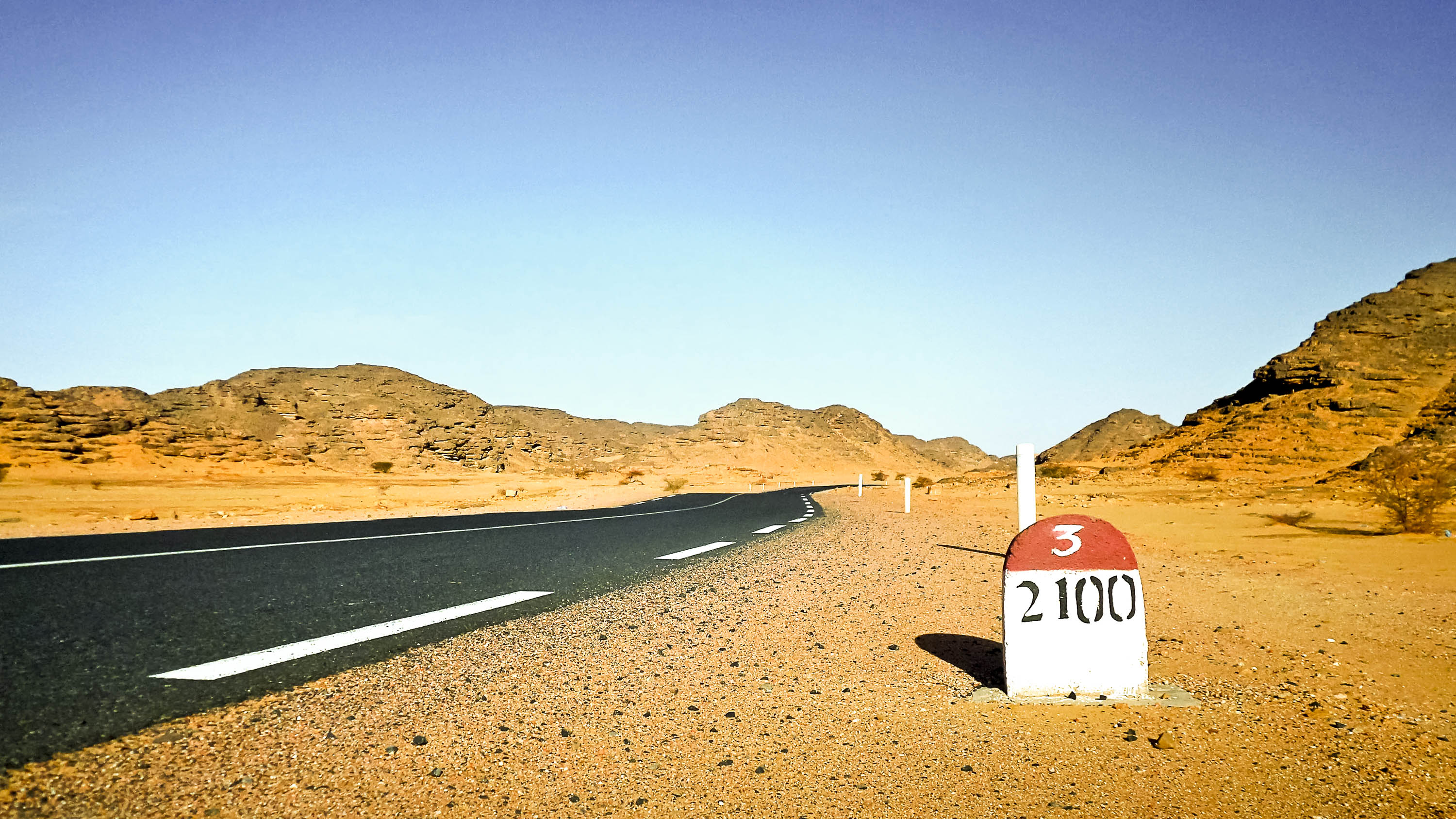
Kilometerstein 2100 bei Djanet

Die Nationalstraße 3 oder kurz N3 ist eine Fernstraße in Algerien und verläuft im Osten des Landes in Nord-Süd-Richtung. Ihr nördlicher Endpunkt liegt in der Hafenstadt Skikda am Mittelmeer mit ihrer großen Raffinerie und dem Ölhafen. Das südlichste Teilstück wendet sich 100 Kilometer vor dem Dreiländereck mit Libyen und Niger für die letzten rund 90 Kilometer wieder nach Norden zur libyschen Grenze. Mit einer Länge von über 2300 Kilometer ist sie eine der längsten Nationalstraßen Algeriens.

## Verlauf
Die Nationalstraße 3 beginnt in Skikda am Bab Constantine und führt nach El Hadaiek, wo nach Westen Anschluss an die Nationalstraße 43 besteht. Von El Harrouch bis Constantine führt sie parallel zur Autobahn 1. Von Constantine an begleitet die Nationalstraße 5 die Autobahn weiter nach Westen, während weiter südlich in El Khroub die Nationalstraße 20 nach Guelma im Osten von der N3 abzweigt. Dann in Ouhled Rahmoune verzweigt die Nationalstraße 10 nach Südosten nach Tebessa. Die N3 verfolgt nun über Aïn M'lila eine südwestliche Richtung. Kurz vor dem Eintritt in das Aurès-Gebirge zweigt nach Nordwesten die Nationalstraße 75 in Richtung Sétif ab, dann in Batna, dem 1050 m hoch gelegenen Hauptort des Gebirges, zweigt die Nationalstraße 86 nach Khenchela im Südosten ab. In Aïn Touta geht die Nationalstraße 28 nach Barika im Westen. Hinter El Kantara, in El Outaya, wendet sich der Straßenverlauf mit Verlassen des Gebirges im Becken des Schott Melghir in allgemeine Südrichtung, dem Westrand des Beckens folgend.
Im Straßenknotenpunkt Biskra geht die Nationalstraße 83 nach Osten und die Nationalstraße 46 nach Bou Saâda im Westen ab. In Still verzweigt die Nationalstraße 48 nach Südosten und führt zwischen dem Schott Melghir und dem Schott Felrhir hindurch nach El Oued. Bei der Oase Oum Touyour mündet die Nationalstraße 46A ein, die die nordwestlich von hier liegende Oasenstadt Ouled Djellal mit dem Fernstraßennetz verbindet. Vorbei an der Oasenstadt El M'Ghair ist der nächste Kreuzungspunkt in der Oase Djamaa zu finden, wo die Nationalstraße 48A den direkten Weg nach Osten zum tunesischen Grenzübergang Hazoua nimmt. Ein wichtiger Straßenknotenpunkt und zugleich Endpunkt der Eisenbahnlinie, die den Straßenverlauf seit Beginn begleitet hat, ist die Oasenstadt Touggourt. Nach Nordwesten führt die Nationalstraße 1B, die zwischen El Djelfa und Laghouat in die Nationalstraße 1 mündet. Nach Nordosten führt die Nationalstraße 16 über El Oued entlang der tunesischen Grenze nach Tebessa. Bei El Hadjira zweigt die Nationalstraße 56 nach Südwesten und kurz vor der Ölfeldermetropole Hassi Messaoud die Nationalstraße 49 nach Westen ab, die sich beide vor Ouargla treffen. Hinter dem Flughafen der Stadt führt die Nationalstraße 53A durch den Östlichen Großen Erg nach Osten zur tunesischen Grenze bei El Borma. Die N3 hingegen folgt auf dem Weg durch den Erg für die nächsten 400 Kilometer der Spur des aus dem Ahaggar-Gebirge stammenden Oued Irharrhar, dessen Lauf durch das Sandmeer nur an einer Störung im Teppich aus Draa-Dünen erkennbar ist.
Anschließend, in Hassi Bel Guebour, einem Dorf im Norden der Kommune Bordj Omar Driss, wo die Nationalstraße 54 nach Süden Richtung Bordj Omar Driss abzweigt, wendet sich die Straßenführung nach Osten und erschließt so die Öl- und Gasfelder rund um In Aménas nahe der Grenze zu Libyen, während die Südrichtung von der Nationalstraße 54 weitergeführt wird, die kurz vor Tamanrasset in die Nationalstraße 1 mündet. 65 Kilometer nördlich von In Aménas mündet die von Norden entlang der Grenze kommende Nationalstraße 53 ein und die N3 wendet sich wieder nach Süden bis zum Erreichen der Stadt. Dort ändert sie die Richtung nach Südwesten und erschließt kurvenreich auf dem Weg nach Illizi noch einige Bohrfelder. Hinter Illizi durchquert die N3 den Nationalpark Tassili n'Ajjer und wendet sich sodann nach Südosten bis zu dem Straßenknotenpunkt Bordj El Haouas. Hier zweigt die Nationalstraße 55 nach Westen ab, die am Nordrand des Ahaggargebirges entlang eine weitere Querverbindung zur N1 nicht weit von Tamanrasset bildet. In der am südöstlichen Ausläufer des Nationalparks gelegenen Stadt Djanet endet die N3, wird aber von der Nationalstraße 3A um rund 240 Kilometer bis zur libyschen Grenze bei Ghat verlängert und schlägt dabei einen großen Linksbogen nach Norden durch den Südosten des Tassili n’Ajjer (Luftlinie rund 75 Kilometer).